# Boi-1da
Boi-1da (pronunciato /ˌbɔɪ ˈwɑːndə/), pseudonimo di Matthew Jehu Samuels (Kingston, 12 ottobre 1986), è un produttore discografico e beatmaker canadese.
Con 13 candidature e una vittoria ai Grammy Awards, ha prodotto gran parte della discografia del rapper Drake. Ha prodotto e co-prodotto singoli di successo come Not Afraid di Eminem, Work di Rihanna, Best I Ever Had e God's Plan di Drake e No Limit di G-Eazy.

## Biografia
Nato in Giamaica, Matthew si è trasferito assieme alla famiglia in Canada all'età di tre anni, precisamente a North York e Scarborough, distretti di Toronto. È anche cresciuto ad Ajax (in Ontario) dove ha frequentato la Pickering High School.
All'età di otto anni, sua madre gli comprò una tastiera Casio e all'età di 15 anni un amico gli introdusse il programma FL Studio (ex Fruity Loops). Senza alcuna formazione musicale, iniziò a utilizzare il programma di beat-making. Pochi anni dopo, vinse tre campionati consecutivi della Battle of the Beatmakers grazie al risultato conseguito, gli venne assegnato un posto nella giuria del concorso.

## Carriera

### Gli inizi
Il suo primo lavoro di produzione è stato all'età di 18 anni, quando ha lavorato su due tracce del mixtape Room for Improvement di Drake.
La sua attività discografica è cominciata nel 2006. Nel corso della sua carriera si è dedicato soprattutto al mondo dell'hip hop. I primi lavori sono stati effettuati per il connazionale Drake, col quale ha raggiunto il successo.

### Le produzioni
Nel corso della sua carriera ha collaborato anche con Kardinal Offishall, Birdman, Lil Wayne, Rick Ross, Eminem, Big Boi, Soulja Boy, Keri Hilson, Big Sean, DJ Khaled, Game, Down with Webster, Tyga, Lecrae, Crooked I, Chris Brown, Nas, Busta Rhymes, Trey Songz, Talib Kweli, T-Pain, DJ Drama, Nicki Minaj, French Montana, JoJo, Cardi B e molti altri.
Tra il 2016 e il 2017 ha prodotto molte canzoni tra cui Work di Rihanna, Controlla di Drake, Real Friends di Kanye West, Regret In Your Tears di Nicki Minaj, No Limit di G-Eazy in collaborazione con ASAP Rocky e Cardi B.
Nel 2018 ha prodotto anche la hit God's Plan oltre a Tati di 6ix9ine e Lucky You di Eminem.
Nel 2019 ha contribuito all'album di Juice Wrld, Death Race for Love producendo due brani contenuti in esso. Sempre quell'anno ha prodotto I'm Single di Jake Paul, Isis di Joyner Lucas e Logic, No Guidance di Chris Brown con la partecipazione di Drake, 1000 Nights di Ed Sheeran featuring Meek Mill e A Boogie wit da Hoodie. Nel 2020 ha prodotto Tyler Herro di Jack Harlow tra le altre canzoni.
Samuels oltre a comporre beat e produrre brani, ha co-scritto gran parte delle canzoni che ha prodotto. Nel caso del singolo Look Back at It di A Boogie wit da Hoodie o di Play the Guitar di B.o.B. non è lui il produttore ma ha contribuito alla scrittura del testo.

## Stile musicale
Boi-1da è noto per il suo caratteristico sound dancehall, sottogenere che ascolta da quando era piccolo grazie all'influenza del padre. Incorpora spesso strumentazione dal vivo e un effetto sonoro di tromba ad aria nei suoi ritmi, come solito nella dancehall e nel reggae, e spesso incorpora campioni nelle sue produzioni. Boi-1da si è espresso contrario alle canzoni che imitano la dancehall, criticando il collega musicista Tory Lanez per averlo fatto nel suo singolo del 2016 Luv.
Attualmente per le sue produzioni usa FL Studio 12, mentre in precedenza utilizzava Fruity Loops 3.56, 7 XL e 9.
Samuels ha affermato di essere stato musicalmente influenzato da produttori come Dr. Dre, Swizz Beatz, Timbaland e i The Neptunes.

## Discografia

### Singoli prodotti
- 2008 – Kardinal Offishall – Set It Off (feat. Clipse)
- 2009 – Drake – Best I Ever Had
- 2009 – Drake – Forever (feat. Kanye West, Lil Wayne e Eminem)
- 2009 – Birdman – 4 My Town (Play Ball) (feat. Drake e Lil Wayne)
- 2010 – Red Cafe –  I'm Ill (feat. Fabolous)
- 2010 – Drake – Over
- 2010 – Drake – Fancy
- 2010 – Eminem – Not Afraid
- 2010 – Drake – Miss Me (feat. Lil Wayne)
- 2010 – Soulja Boy – Speakers Going Hammer
- 2011 – Bizzle – Forgive Me (feat. Jin)
- 2011 – Drake – Headlines
- 2011 – Drake – Play the Guitar
- 2012 – Waka Flocka Flame – Get Low (feat. Nicki Minaj, Tyga e Flo Rida)
- 2012 – Slaughterohuse – Goodbye
- 2012 – Bizzle – Turn 'Em Away
- 2012 – Nicki Minaj – Freedom
- 2013 – Nicki Minaj – High School
- 2013 – DJ Khaled – No New Friends (feat. Drake, Rick Ross e Lil Wayne)
- 2013 – Bizzle – My Confession (feat. Sevin)
- 2013 – Bizzle – I'm a Christian
- 2013 – Drake – Pound Cake/Paris Morton Music 2
- 2014 – Drake – 0 to 100/The Catch Up
- 2015 – Drake – Energy
- 2015 – Kendrick Lamar – The Blacker the Berry
- 2016 – Rihanna – Work (feat. Drake)
- 2016 – Drake – Summer Sixteen
- 2016 – Drake – Pop Style
- 2016 – Drake – Controlla
- 2017 – Rihanna – Sex With Me
- 2017 – Nicki Minaj – Regret In Your Tears
- 2017 – Lana Del Rey – Summer Bummer (feat. ASAP Rocky e Playboi Carti)
- 2017 – G-Eazy – No Limit (feat. ASAP Rocky e Cardi B)
- 2018 – Cardi B – Be Careful
- 2018 – 6ix9ine – Tati
- 2018 – Eminem – Lucky You
- 2018 – Jay Rock – Win
- 2018 – Drake – God's Plan
- 2019 – Drake – Mob Ties
- 2019 – Drake – Omertà
- 2019 – G-Eazy – I Wanna Rock (feat. Gunna)
- 2020 – Savannah Ré – Where You Are
- 2020 – Aminé – Shimmy
- 2020 – Red Cafe – Faded (feat. Rick Ross)
- 2020 – Giveon – Stuck on You
- 2021 - Drake - Lemon pepper freestyle

### Altri brani prodotti
- 2018 – Cardi B – Best Life
- 2018 – Nicki Minaj – Hard White
- 2019 – Lil Nas X – C7osure (You Like)
- 2020 – Justin Bieber – Get Me (feat. Kehlani)

## Premi e riconoscimenti
ASCAP Pop Music Awards
- 2011 – Compositori dell'anno (con Noah "40" Sebib) per Over[19]

Grammy Awards
Boi-1da ad oggi conta 14 nomination ai Grammy Awards di cui una vinta.
- 2010 – Candidatura alla miglior canzone rap per Best I Ever Had (Drake)[20]
- 2011 – Candidatura alla miglior canzone rap per Not Afraid (Eminem)
- 2011 – Candidatura all'album dell'anno per Recovery (Eminem)[21]
- 2015 – Candidatura alla miglior canzone rap per 0 to 100/The Catch Up (Drake)[22]
- 2016 – Candidatura alla miglior canzone rap per Energy (Drake)[23]
- 2016 – Candidatura all'album dell'anno per To Pimp a Butterfly (Kendrick Lamar)
- 2017 – Candidatura all'album dell'anno per Views (Drake)
- 2017 – Candidatura alla registrazione dell'anno per Work (Rihanna)[24]
- 2019 – Candidatura alla canzone dell'anno per God's Plan (Drake)
- 2019 – Candidatura alla registrazione dell'anno per God's Plan
- 2019 – Miglior canzone rap per God's Plan[25]
- 2019 – Candidatura alla miglior canzone rap per Lucky You (Eminem)
- 2019 – Candidatura alla miglior canzone rap per Win (Jay Rock)
- 2019 – Candidatura al produttore musicale dell'anno (se stesso)[26]